# Forelius grandis
Forelius grandis är en myrart som beskrevs av Auguste-Henri Forel 1912. Forelius grandis ingår i släktet Forelius och familjen myror.

## Underarter
Arten delas in i följande underarter:
- F. g. debenedettii
- F. g. grandis